# アン・ファイン
アン・ファイン（Anne Fine、1947年12月7日 –  ）は、イギリス人児童文学作家である。
1947年、イングランド・レスター生まれ。ウォーリック大学で学んだ。
1989年と1992年にカーネギー賞、1990年にガーディアン賞を受賞した。
2003年に大英帝国勲章を受勲した。
著書Madame Doubtfireは、ロビン・ウィリアムズ主演の「ミセス・ダウト」で映画化された。

## 受賞歴
- カーネギー賞　
  - 1989年 （Goggle-Eyes（『ぎょろ目のジェラルド』）に対して）
  - 1992年 （Flour Babies（『フラワー・ベイビー』）に対して）
- ガーディアン賞　1990年 （Goggle-Eyesに対して）

## 主な著書
- The Stone Menagerie (1980)
- en:Madame Doubtfire (Alias Madame Doubtfire)（『ミセス・ダウト』） (1987)
- en:Goggle-Eyes（『ぎょろ目のジェラルド』） (1989)
- The Book of the Banshee（『妖怪バンシーの本』）(1991)
- en:Flour Babies（『フラワー・ベイビー』） (1992)
- en:Step by Wicked Step（『それぞれのかいだん』） (1995)
- en:The Tulip Touch（『チューリップ・タッチ』） (1996)
- Very Different (2001)  (短編集)
- On the Summerhouse Steps (2006)  (The Summer House Loon、en:The Other Darker Ned)
- en:The Road of Bones (2006)

### 児童向け作品
- Bad Dreams(1990?)
- Charm School
- en:A Pack of Liars (1988)
- en:Bill's New Frock (1989)
- Ivan the Terrible (2007)
- The Diary of a Killer Cat（『キラーキャットのホラーな一週間』） (1994)
- The Return of the Killer Cat (2003)

### 大人向け作品
- The Killjoy（『キルジョイ』）(1986)
- en:Raking the Ashes (2005)
- Our Precious Lulu (2009)

## 日本語訳された作品
- 『初恋は夏のゆうべ』セシール文庫、掛川恭子訳、講談社、1982年
- 『キルジョイ』ハヤカワ文庫、延原泰子訳、早川書房、1989年
- 『ぎょろ目のジェラルド』世界の子どもライブラリー、岡本浜江訳、講談社、1991年
- 『妖怪バンシーの本』世界の子どもライブラリー、岡本浜江訳、講談社、1993年
- 『ミセス・ダウト』講談社文庫、岡本浜江訳、講談社、1994年
- 『キラーキャットのホラーな一週間』児童図書館・文学の部屋、灰島かり訳、評論社、1999年
- 『それぞれのかいだん』児童図書館・文学の部屋、灰島かり訳、評論社、2000年
- 『フラワー・ベイビー』評論社の児童図書館・文学の部屋、墨川博子訳、評論社、2003年
- 『チューリップ・タッチ』灰島かり訳、評論社、2004年